# (1377) Roberbauxa
(1377) Roberbauxa est un astéroïde de la ceinture principale, découvert le 14 février 1936 par Louis Boyer à Alger. Sa désignation temporaire est 1936 CD.